# Zoe Buckman
Zoe Buckman, född 21 december 1988, är en australisk friidrottare. Hon deltog vid olympiska sommarspelen 2012 och olympiska sommarspelen 2016.